# Вольфганг фон Обстфельдер
Вольфганг фон Обстфельдер (нім. Wolfgang von Obstfelder; 10 вересня 1918, Штадтгаґен — 11 липня 1981, Зундерн) — німецький офіцер, майор вермахту, оберстлейтенант бундесверу. Кавалер Лицарського хреста Залізного хреста з дубовим листям.

## Біографія
В 1936 році вступив в армію. Учасник Німецько-радянської війни, служив в протитанковій артилерії. З 1944 року — командир 346-го протитанкового дивізіону 346-ї піхотної дивізії, з яким бився в Курляндському котлі. В 1956 році вступив в бундесвер. 30 вересня 1974 року вийшов у відставку.

## Нагороди
- Залізний хрест
  - 2-го класу (29 вересня 1939)
  - 1-го класу (29 червня 1941)
- Нагрудний знак «За участь у загальних штурмових атаках» 1-го ступеня
- Медаль «За зимову кампанію на Сході 1941/42»
- Дем'янський щит
- Лицарський хрест Залізного хреста з дубовим листям
  - лицарський хрест (10 вересня 1944)
  - дубове листя (№858; 30 квітня 1945)